# SC Grün-Weiß Vallendar
Der SC Grün-Weiß Vallendar 1908 e.V. ist ein deutscher Fußballverein mit Sitz in der rheinland-pfälzischen Stadt Vallendar innerhalb der gleichnamigen Verbandsgemeinde im Landkreis Mayen-Koblenz.

## Geschichte

### Gründung bis Zweiter Weltkrieg
Der Verein wurde im Frühjahr 1908 unter dem Namen „FC Helvetia“ gegründet, dass erste Freundschaftsspiel wurde dann im Jahr 1909 gegen den BSC Koblenz ausgetragen. Im Jahr 1910 gab es dann noch einmal eine Namensänderung in „FC Viktoria“. Bedingt durch den Ausbruch des Ersten Weltkriegs kamen diese Freundschaftsspiel dann jedoch erst einmal zum Erliegen. Die erste Generalversammlung nach dem Krieg wurde dann am 22. Juni 1919 abgehalten. Dieses Mal wurde der Verein einfach nur FC Vallendar genannt, ebenso wurde nun beschlossen dem Westdeutschen Spiel-Verband im DFB beizutreten. Im Jahr 1921 schloss sich der Verein dann schließlich mit dem örtlichen Turnverein zum Turn- und Sportverein 1878/08 zusammen. Dieser Zusammenschluss sollte jedoch nur ein Jahr halten, nach der Trennung behielten die Fußballspieler jedoch den Namen Turn- und Sportverein 08.
Mit den Jahren wuchs zudem auch die Anzahl der Leichtathleten im Verein, auch eine Kegel- und Faustballabteilung wurden noch gegründet. Die erste Fußball-Mannschaft wurde in der Saison 1936/37 Meister der 1. Kreisklasse und stieg dann später auch noch in die Bezirksliga auf. Im Jahr 1939 wurden die Fußballer als auch der Turnverein 1878 erneut zusammengefasst, diesmal unter dem Namen TuS Vallendar. In der Zeit des Zweiten Weltkriegs spielten die Fußballer teilweise in einer Spielgemeinschaft mit der SpVgg Bendorf, als diese die Meisterschaft in der Bezirksliga erreicht werden konnte. In den letzten Jahren des Krieges kam der Spielbetrieb der ersten Senioren-Mannschaften jedoch komplett zum Erliegen.

### Nachkriegszeit
Im Herbst 1945 kam es dann wieder zu einem Zusammenkommen der Mitglieder, am 1. November 1945 wurde zudem auch ein erstes Freundschaftsspiel gegen den SV Niederwerth ausgetragen. In diese Zeit fällt dann auch die Einigung auf den bis heute bestehenden Vereinsnamen SC Grün-Weiß Vallendar 08. Danach trat man in den Spielbetrieb der Bezirksliga Rhein-Ort ein.
Zur Saison 1950/51 gelang dann der Aufstieg in die zu dieser Zeit zweitklassige Landesliga Rheinland. Mit 35:21 Punkten in der Staffel Mitte gelang auch prompt der Klassenerhalt. Nach der nächsten Saison wurde dann die drittklassige Amateurliga eingeführt. Für diese qualifizierten sich jedoch nur die fünf besten Vereine der Staffel Mitte, die Grün-Weißen gelang dieser Schnitt nicht, womit man nun erst einmal in der 2. Amateurliga spielen musste. Direkt zur Saison 1953/54 sollte dann aber der direkt Wiederaufstieg gelingen, mit 35:21 Punkten war am Ende der Spielzeit dann sogar der vierte Platz auf der Tabelle drin. Wirklich lange halten konnte man sich hier dann jedoch auch nicht und stieg mit 15:41 Punkten über den 14. Platz am Ende der Saison 1955/56 wieder in die 2. Amateurliga ab.

### Absturz ab den 1960er Jahren
Im Jahr 1961 folgte dann hieraus jedoch ein weiterer Abstieg in die Bezirksliga. Nach einer Strukturreform spielte der Verein dann von 1962 bis 1967 in der 1. Kreisliga. Danach gelang dann der Aufstieg in die A-Klasse Koblenz. Die Klasse konnte eine Zeit lang gehalten werden. Nach internen Streitigkeiten war dann jedoch auch hier Schluss und es ging in die 1. Kreisklasse und später sogar noch weiter hinunter in die 2. Kreisklasse. Erst im Jahr 1976 gelang dann mit neuen Spielern aus der Jugend die Meisterschaft und damit der Aufstieg zurück in die 1. Kreisklasse.

### Rückkehr in die Landesliga
Durch eine neue Klasseneinteilung war in der folgenden Spielzeit nun mindestens ein fünfter Platz nötig, um in der Kreisliga A spielen zu dürfen, dies sollte jedoch mit dem siebten Platz nicht gelingen. Somit spielt der Verein ab der darauf folgenden Saison in der Kreisliga B. In dieser Saison sollte es dann mit dem Aufstieg jedoch endlich dann auch klappen. Von dort gelang dann gleich mit einem Vorsprung von vier Punkten die nächste Meisterschaft und damit der Aufstieg zurück in die Bezirksliga. Erneut eine Saison später gelang es dann auch weiter in die Landesliga aufzusteigen. Nach einem vierten Platz in der Debüt-Saison gelang im Jahr 1983 ein achter Platz.

### Erneuter Absturz bis in die Kreisliga C.
Drei Jahre später musste die Mannschaft dann jedoch wieder in die Bezirksliga absteigen. Nachdem viele Spieler zu anderen Vereinen abgewandert waren, musste die zweite Mannschaft abgemeldet werden, die restlichen Spieler sollten dann die erste auffüllen. Dies sollte jedoch nicht helfen und es ging über die Kreisliga A weit nach unten bis in die Kreisliga C, ganz knapp konnte dann auch nur der Abstieg in die Kreisliga D verhindert werden. Weitere zwei Jahre später gelang dann jedoch wieder der Aufstieg in die Kreisliga B und 1998 gelang dann auch wieder die Rückkehr in die Kreisliga A. Hier gelang es sich dann über drei Jahre lang zu halten, danach musste man jedoch wieder den Gang in die Kreisliga B antreten, wenig später ging es dann noch einmal wieder runter in die Kreisliga C.

### Heutige Zeit
Nach der Saison 2003/04 stand dann durch eine Spielklassenreform ein weiterer Abstieg in die Kreisliga D an. Erst zur Saison 2005/06 gelang dann wieder der Aufstieg in die Kreisliga C, dort konnte man sich dann jedoch auch nur eine Saison lang halten und musste am Ende der Spielzeit direkt wieder absteigen. In der Kreisliga D gelingt dann nach der Saison 2007/08 wieder die Meisterschaft und der Aufstieg. Mit dem zweiten Platz in der Kreisliga C gelingt dann nach der Saison 2011/12 schließlich auch wieder der Aufstieg. Hier konnte sich die Mannschaft dann bis zur Saison 2014/15 halten, nach der man mit lediglich 12 Punkten als letzter der Tabelle wieder in die Kreisliga C zurück musste. Hier gelingt doch jedoch sofort wieder die Meisterschaft und damit der direkt Wiederaufstieg. Am Ende der Spielzeit 2016/17 gelingt hier dann auch wieder die Meisterschaft sowie der Aufstieg in die Kreisliga A. Hier spielt die Mannschaft auch bis heute.